# Esteles funeràries del cementiri de Rauric
Les esteles funeràries del cementiri de Rauric són una mostra d'art funerari de caràcter popular del segle xiii al XV.
Al costat de l'església de la Santa Fe de Rauric, trobem el cementiri municipal. A sobre el mur que tanca el cementiri, han col·locat cinc esteles discoïdals que presenten relleus amb creus gregues i motius geomètrics i florals. Estan picades sobre pedra calcària. Les esteles són d'època medieval.